# Агілар-де-Буреба
Агілар-де-Буреба (ісп. Aguilar de Bureba) — муніципалітет в Іспанії, у складі автономної спільноти Кастилія-і-Леон, у провінції Бургос. Населення — 65 осіб (2010).

## Географія
Муніципалітет розташований на відстані близько 240 км на північ від Мадрида, 39 км на північний схід від Бургоса.

### Клімат
| Клімат Агілар-де-Буреба | Клімат Агілар-де-Буреба | Клімат Агілар-де-Буреба | Клімат Агілар-де-Буреба | Клімат Агілар-де-Буреба | Клімат Агілар-де-Буреба | Клімат Агілар-де-Буреба | Клімат Агілар-де-Буреба | Клімат Агілар-де-Буреба | Клімат Агілар-де-Буреба | Клімат Агілар-де-Буреба | Клімат Агілар-де-Буреба | Клімат Агілар-де-Буреба | Клімат Агілар-де-Буреба |
| Показник                | Січ.                    | Лют.                    | Бер.                    | Квіт.                   | Трав.                   | Черв.                   | Лип.                    | Серп.                   | Вер.                    | Жовт.                   | Лист.                   | Груд.                   | Рік                     |
| Середній максимум, °C   | 6,7                     | 8,9                     | 12,0                    | 13,3                    | 17,2                    | 22,0                    | 26,4                    | 26,7                    | 22,9                    | 16,5                    | 10,7                    | 7,6                     | 15,9                    |
| Середня температура, °C | 2,7                     | 4,1                     | 6,3                     | 7,8                     | 11,4                    | 15,2                    | 18,7                    | 18,9                    | 15,7                    | 10,9                    | 6,2                     | 3,9                     | 10,2                    |
| Середній мінімум, °C    | −1,2                    | −0,6                    | 0,6                     | 2,2                     | 5,6                     | 8,4                     | 11,0                    | 11,1                    | 8,5                     | 5,3                     | 1,6                     | 0,3                     | 4,4                     |
| Днів з опадами          | 8                       | 8                       | 6                       | 9                       | 10                      | 6                       | 4                       | 4                       | 5                       | 8                       | 8                       | 9                       | 85                      |
| ----------------------- | ----------------------- | ----------------------- | ----------------------- | ----------------------- | ----------------------- | ----------------------- | ----------------------- | ----------------------- | ----------------------- | ----------------------- | ----------------------- | ----------------------- | ----------------------- |
| Джерело: www.yr.no      |                         |                         |                         |                         |                         |                         |                         |                         |                         |                         |                         |                         |                         |

## Демографія
Динаміка населення (INE ):